# Maji de Watashi ni Koi Shinasai!
Maji de Watashi ni Koi Shinasai!! (яп. 真剣で私に恋しなさい!, укр. Кохай мене, серйозно!), скор. Majikoi!! (яп. まじこい!) — японський візуальний роман для дорослих розробника Minato Soft, випущений для ПК 28 серпня 2009 (перша версія) на DVD і 30 жовтня 2009 (регулярна версія) на двох DVD.
Продовження під назвою Maji de Watashi ni Koishinasai!! S було випущене у 2012. Серію з п'яти фандисків Maji de Watashi ni Koishinasai!! планувалося випустити протягом 2013.
Манга-адаптація публікується у журналі Comp Ace з травня 2010-го, аніме-версія транслювалося з жовтня по грудень 2011. Sentai Filmworks ліцензувало аніме-серіал для Північної Америки під назвою Majikoi ~ Oh! Samurai Girls для телебачення та домашнього перегляду у 2012. MVM films ліцензувало серіал для показу у Великій Британії в 2013.

## Сюжет
Місто Кавакамі славиться сильною відданістю до своїх самурайських предків. Здоровий дух боротьби завжди цінується і це навіть є важливим фактором для успіху в школі. Ямато, студент другого курсу з Академії Кавакамі, завжди разом зі своїми близькими друзями (трьома хлопцями і трьома дівчатами). У той час як у них багато інших друзів, ця група з семи є особливо згуртована та невіддільна. У них навіть є секретна базу, де вони зустрічаються. З нового семестру вони вітають двох дівчат у своїй групі і незабаром після цього починають відбуватися зміни.
У містечку Кавакамі традицією стали древні бойові мистецтва, їх навіть впровадили в шкільну програму. У старшій школі Каваками самурайський дух в пошані і проблеми тут вирішують як справжні самураї — силою і бойовими навичками. Однак, Ямато Наое, на відміну від своїх друзів, не блищить особливими здібностями в цій сфері.
Доля розпорядилася так, що Ямато закохався в Момойо Кавакамі і навіть знайшов у собі сили зізнатися їй у цьому. Але та відповіла, що в неї до хлопця лише братські почуття. Пройшли роки, любов Ямато не згасла, але вперта дівчина все одно відноситься до нього так само.
Ямато буде намагатися досягти своєї мети, бо там, де не можна перемогти силою, можна взяти гору розумом. Ось тільки хлопець не помічає, що в нього вже закохані кілька інших дівчат.

## Персонажі
- Ямато Наое (яп. 直江大和)

Центральний чоловічий персонаж відеоігри й аніме. Ямато має високий рівень інтелекту і досвід попри його молодий вік. Він є тактиком групи і часто робить схеми щодо того, як робити гроші чи перемогти інших супротивників. Його тактика принесла йому повагу і захоплення багатьох людей, особливо своїх друзів.
Його стосунки з Момойо виглядають, як підлеглі в результаті обіцянки, що він зробив, коли вони були молодші. В один момент, коли вони були дітьми, Момойо зізналася, що їй дужеподобається Ямато та навіть попросила його слідувати за нею назавжди. Тим не менш, Ямато не хочу бути осторонь і хотів бути на рівних умовах з Момойо, якщо він збирається бути з нею, сказавши, що використовуватиме свій інтелект, щоб відповідати її силі, ставши великою людиною, як прем'єр-міністр. Момойо погодилася з цими умовами і ці двоє були близькі з тих пір.
Ямато описується, як досить хитра особистість, але, незважаючи на це, він дуже добрий по відношенню до інших. Він є об'єктом прихильності багатьох дівчат в Кавакамі Сіті, старшій школі Кавакамі Академії та сім'ї Кадзама, особливо Міяко.
- Момойо Кавакамі (яп. 川神百代)

Як найстаріший член сім'ї Кавакамі, Момойо розглядається, як старша сестра групи. Вона викликає на бійку майже кожного дня бійців з усього світу, навіть студентів з інших шкіл, які прагнуть визнання і популярності. Однак вона настільки легко перемагає їх, що отримує розчарування через це дратуючи Ямато.
Вона найкрасивіша дівчина в Кавакамі Академії та Каваками Сіті, але в зв'язку з її бойовою потужністю, кожен чоловік занадто заляканий, щоб поговорити з нею.
- Кадзуко Кавакамі (яп. 川神一子)

Друга дочка родини Кавакамі й однокласниця Ямато. Кадзуко відома своєю веселою манерою поведінки і ставленням «ніколи не здавайся». Вона є сиротою і була усиновлена, коли була малою. Тим не менш, прийомна мати померла, і Кадзуко прийняли до сім'ї Кавакамі на прохання Момойо. З тих пір вона виросла люблячою свою нову сім'ю, особливо Момойо.
Дівчина завжди навчається і шукає хороший бій, щоб стати відповідним суперником для Момойо, а також помічником в храмі Кавакамі. Є об'єктом захоплення і любові Хідео Кукі і Тадакацу Мінамото.
- Міяко Сііна (яп. 椎名京)

Інша дівчина з друзів дитинства Ямато. Симпатична, але сором'язлива, навчається в тому ж класі Ямато. Чудово стріляє з лука, її точність наближається до 100%. Має почуття до Ямато, тому що той у дитинстві захищав її від хуліганів. Незважаючи на її досягнення, Ямато проявляє мало інтересу до неї, часто стаючи дратівливим від її уваги.
- Юкі Маюдзумі (яп. 黛由紀江)

Юкі — студентка-трансфер першого року, що вирішила мати сто друзів. Проте її сором'язливість і дивні реакції навколо людей принесли більше шкоди, ніж користі в досягненні цілі. Надзвичайно сильна мечниця, тому що є дочкою 11-го меча святого Маюдзумі. Описує свого батька як «жорсткого, але шанобливого». У неї також є молодша сестра.

## Аніме
Аніме-адаптація оголошена 18 січня 2011, режисер — Кейтаро Мотонага. Прем'єра відбулася на AT-X 1 жовтня 2011.
Опенінг «It Doesn't Hurt to be Slashed by Love» виконують Юу Асакава, Акане Томонага, Hyo-sei, Юко Гото і Сідзука Іто, ендинг «Akane Sora» виконує Kotoko.